# 天峨镇
天峨镇，原为天峨乡，是中华人民共和国四川省眉山市仁寿县曾经下辖的一个镇。2019年12月，撤销天峨镇，将其所属行政区域划归禄加镇管辖。

## 行政区划
天峨镇撤销前下辖以下地区：
长平村、双茶村、金牛村、坳塘村、三坛村、红星村、高林村、中合村、南阳村、茶林村和金盆村。